# Maratona di Fukuoka

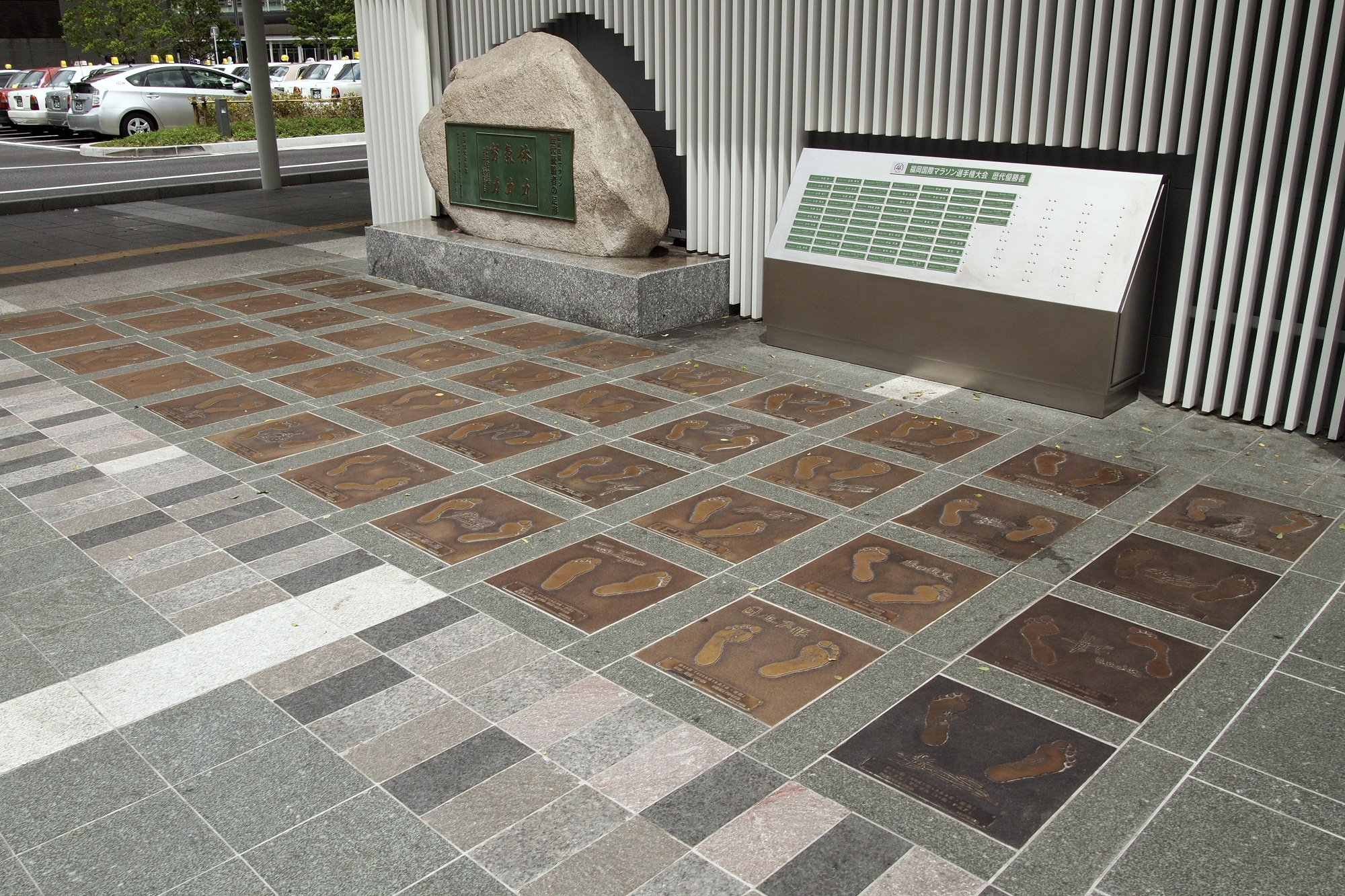
Le impronte dei vincitori della Maratona di Fukuoka

La Maratona di Fukuoka (福岡国際マラソン) è una prestigiosa maratona internazionale che viene disputata con cadenza annuale, dal 1947, per le strade di Fukuoka, Giappone, solitamente la prima domenica di dicembre.

## Albo d'oro
L'albo d'oro della manifestazione vanta prestigiosi nomi, tra i quali si annoverano Reinaldo Gorno (argento a Helsinki 1952), Rob de Castella (oro mondiale nel 1983), Veikko Karvonen (oro europeo nel 1954), Josia Thugwane (oro ad Atlanta 1996), fino a Frank Shorter (oro a Monaco di Baviera 1972 ed argento a Montréal 1976).